# Lee McNeill
Pour les articles homonymes, voir McNeill.
Lee McNeill (né le 2 décembre 1964 et mort le 29 septembre 2021) est un athlète américain spécialiste du 100 mètres qui s'est illustré en remportant la médaille d'or du relais 4 × 100 mètres des Championnats du monde d'athlétisme 1987 à Rome, associé à ses compatriotes Lee McRae, Harvey Glance et Carl Lewis (37 s 90).
Sa meilleure performance sur 100 m est de 10 s 09, réalisée le 17 juin 1988 à Tampa, en Floride.

## Palmarès

### Championnats du monde
- Championnats du monde d'athlétisme 1987 à Rome  :
  -  Médaille d'or du relais 4 × 100 mètres